# Брунстрём, Каролина
Каролина Брунстрём (швед. Carolina Brunström, 1 января 1803 — 25 января 1855) — шведская балерина. В 1820-е гг. была ведущей балериной Королевского балета Швеции.

## Биография
Каролина Брунстрём в 12 лет поступила учиться в Королевский балет Швеции. В 1820 г. она стала его примой-балериной и на протяжении всей карьеры её считали звездой балета.
Каролина исполняла роли Фанни в Den ädelmodige Fürsten Джованни Амброзиани, танцевала в балете к опере «Йессонда» Луи Шпора, была одной из трёх граций в балете-пантомиме Kärleken och gracerna («Любовь и три грации») Густавы Кальсениус и Шарлотты Альм, выступала с Софи Дагин, Шарлотт Линдмарк, Пером Валльквистом.
Каролина ушла из балета на пике своей карьеры в 1830 г., чтобы посвятить себя дому и детям.

## Личная жизнь
Каролина Брунстрём имела длительные отношения с Густавом Хансом фон Ферсеном, сыном и наследником Фабиана фон Ферсена, и родила ему нескольких дочерей. Фон Ферсен, будучи богатым человеком, приобрёл для неё дом, обеспечил ей и детям безбедное существование и обещал жениться, если у неё родится сын. Однако у Каролины рождались только девочки, и Густав по настоянию матери заключил брак с дворянкой. Густав умер в 1839 г. и официально считался бездетным.
Каролина ушла из жизни в возрасте 52 лет.
Театральный историк Нильс Перссон писал о ней:

Она была одной из признанных фавориток публики и очень славилась своей красотой и выдающимися артистическими способностями, но на пике своего триумфа решила оставить сцену и посвятить свои дни воспитанию детей у богатого и элегантного графа Ганса фон Ф., владельца замков Юнга и Стенниге. Она умерла в возрасте пятидесяти двух лет в Стокгольме при очень хороших обстоятельствах— 